# Rossi d'Oltrarno

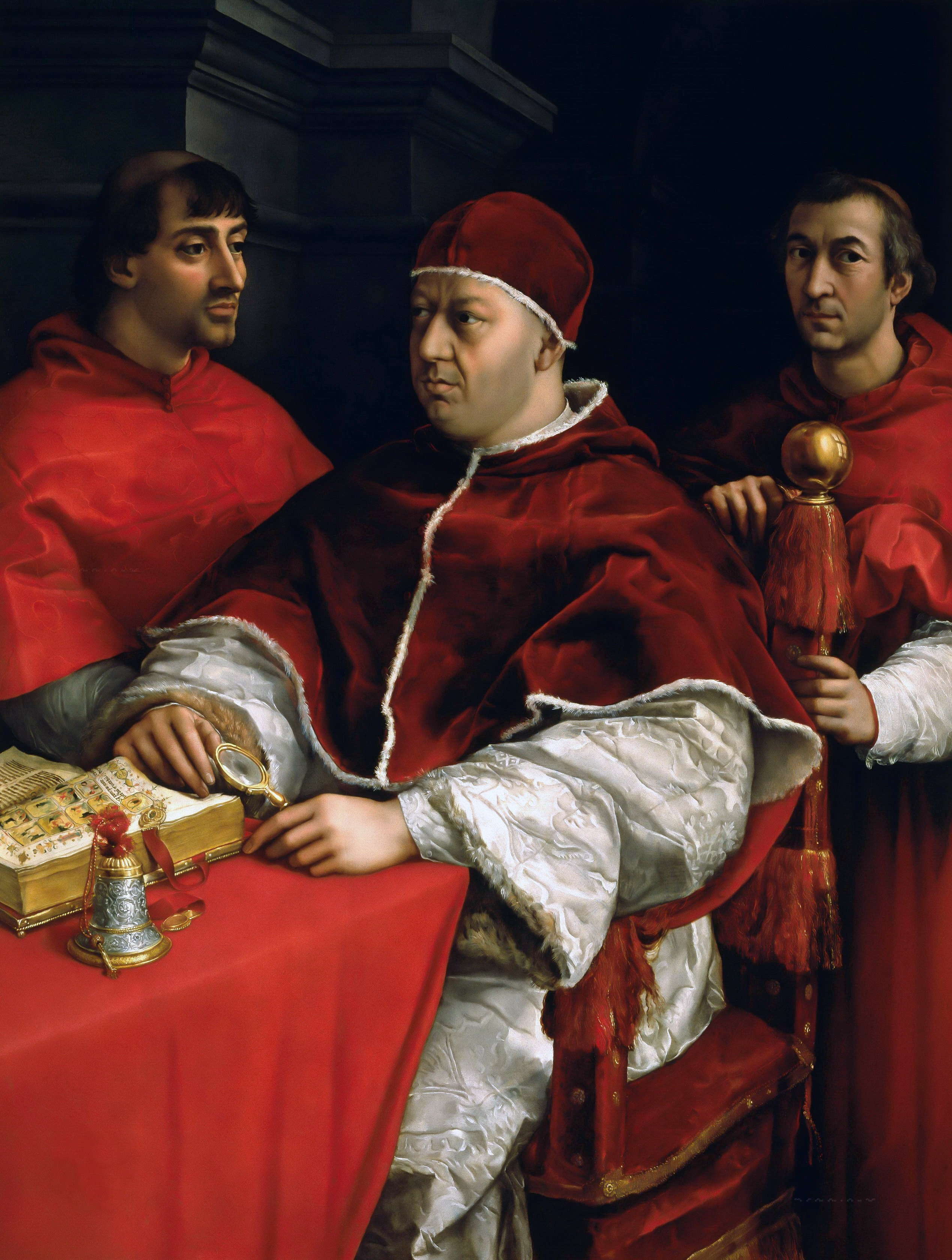
Raffaello, Ritratto di Leone X con i cardinali Giulio de' Medici e Luigi de' Rossi, Uffizi

I De' Rossi, Rossi d'Oltrarno, furono una famiglia patrizia di Firenze.

## Storia familiare
Originari di Fiesole, furono tra le principali guelfe d'Oltrarno, insediandosi nel popolo di Santa Felicita, subendo un primo esilio dopo la battaglia di Montaperti (1260), in quanto guelfi. Rientrati dopo la battaglia di Benevento (1266), si schierarono poi tra i guelfi Bianchi, subendo un nuovo esilio. Queste alterne fortune sono documentate negli annali della Repubblica, in quanto solo tre volte ottennero la carica di Priore, e uno di loro fu inviato come podestà a Reggio Emilia. 
Rientrati a Firenze, nell'epoca del dominio mediceo ebbero invece fortune sempre crescenti: Leonetto de' Rossi, titolare del Banco mediceo a Lione, sposò una delle sorelle di Lorenzo il Magnifico, Maria, e loro figlio Luigi fu nominato poi cardinale dal cugino Giovanni de' Medici, quando egli salì al soglio pontificio col nome di Leone X. Luigi era tra i più intimi del papa, tanto che è raffigurato alle sue spalle nel celebre Ritratto eseguito da Raffaello, assieme all'altro cugino Giulio de' Medici, poi divenuto Clemente VII. 

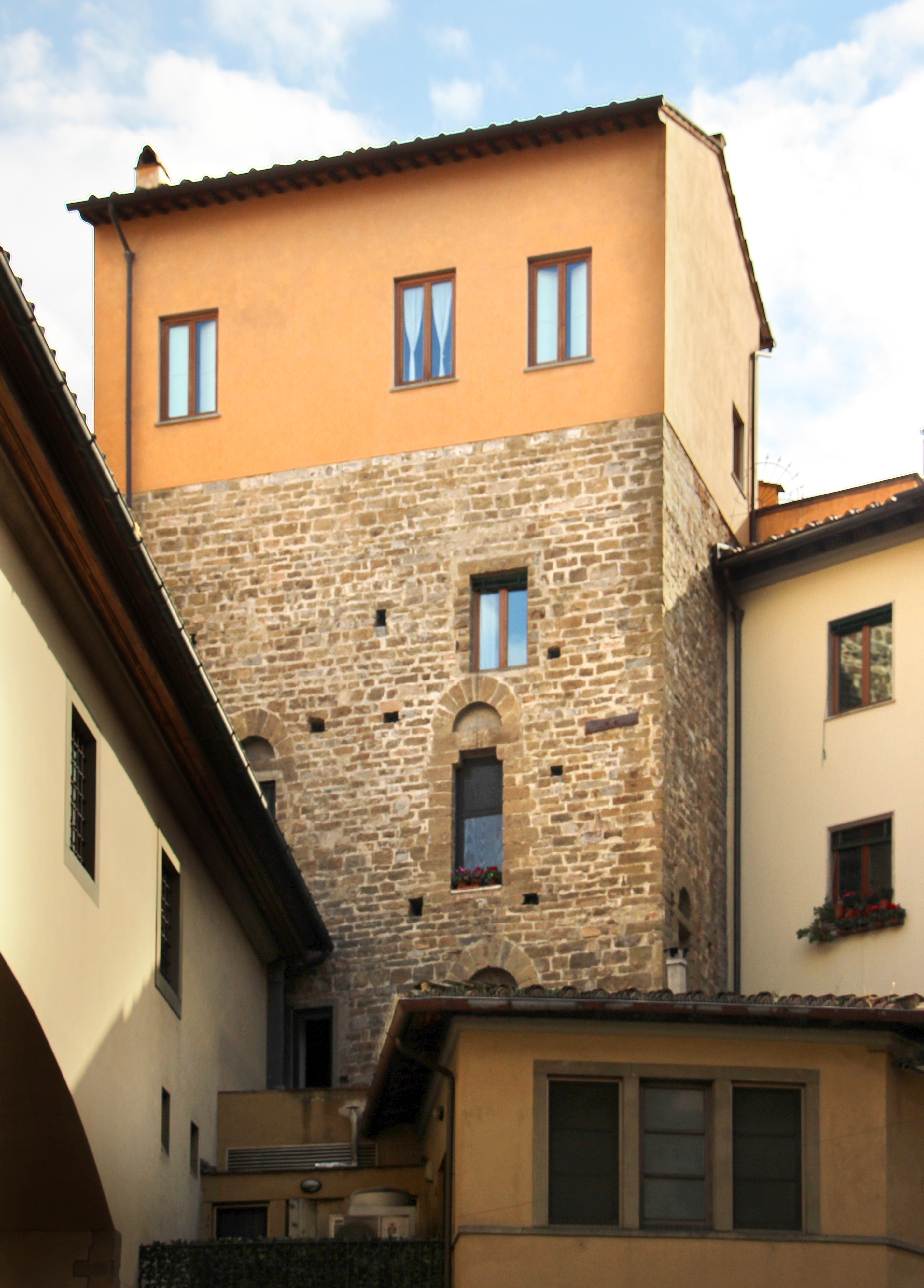
Torre dei Rossi d'Oltrarno, Firenze

Durante il granducato vari de' Rossi ottennero incarichi di prestigio, soprattutto nell'Ordine di Santo Stefano. Isidoro de' Rossi, ad esempio, fu provveditore della Fortezza di Siena dopo la presa della città. Bastiano fu membro dell'Accademia della Crusca dal 1582.
La famiglia si estinse nella prima metà del Settecento con Alamanno de' Rossi, figlio del cavaliere Isidoro e della letterata e accademica Aretafila Savini.

## Residenze e mecenatismo
Tutt'oggi esiste la piazza dei Rossi in Oltrarno, dove si affaccia una porzione del palazzo dei Rossi d'Oltrarno, mentre è andata distrutta nel 1944 la parte che guardava piazza Santa Felicita; a quel complesso afferiva la tuttora esistente torre dei Rossi, visibile da via Guicciardini. Tra quest'ultima via e borgo San Jacopo si trova poi la ricostruita torre dei Rossi Cerchi. La stessa colonna di Santa Felicita è legata al mecenatismo della famiglia, che a più riprese la restaurò e abbellì (lo stemma familiare si vede negli abaci del capitello corinzio). Sparse nella città si contano altre proprietà come il palazzo Bartolommei-De Rossi (su piazza Salvemini) o la casa Rossi in via de' Neri. 
Sotto il loggiato della chiesa di Santa Felicita si vede ancora oggi il monumento al cardinale Luigi de' Rossi, di Giovanni Battista del Tasso (1519).

## Stemma

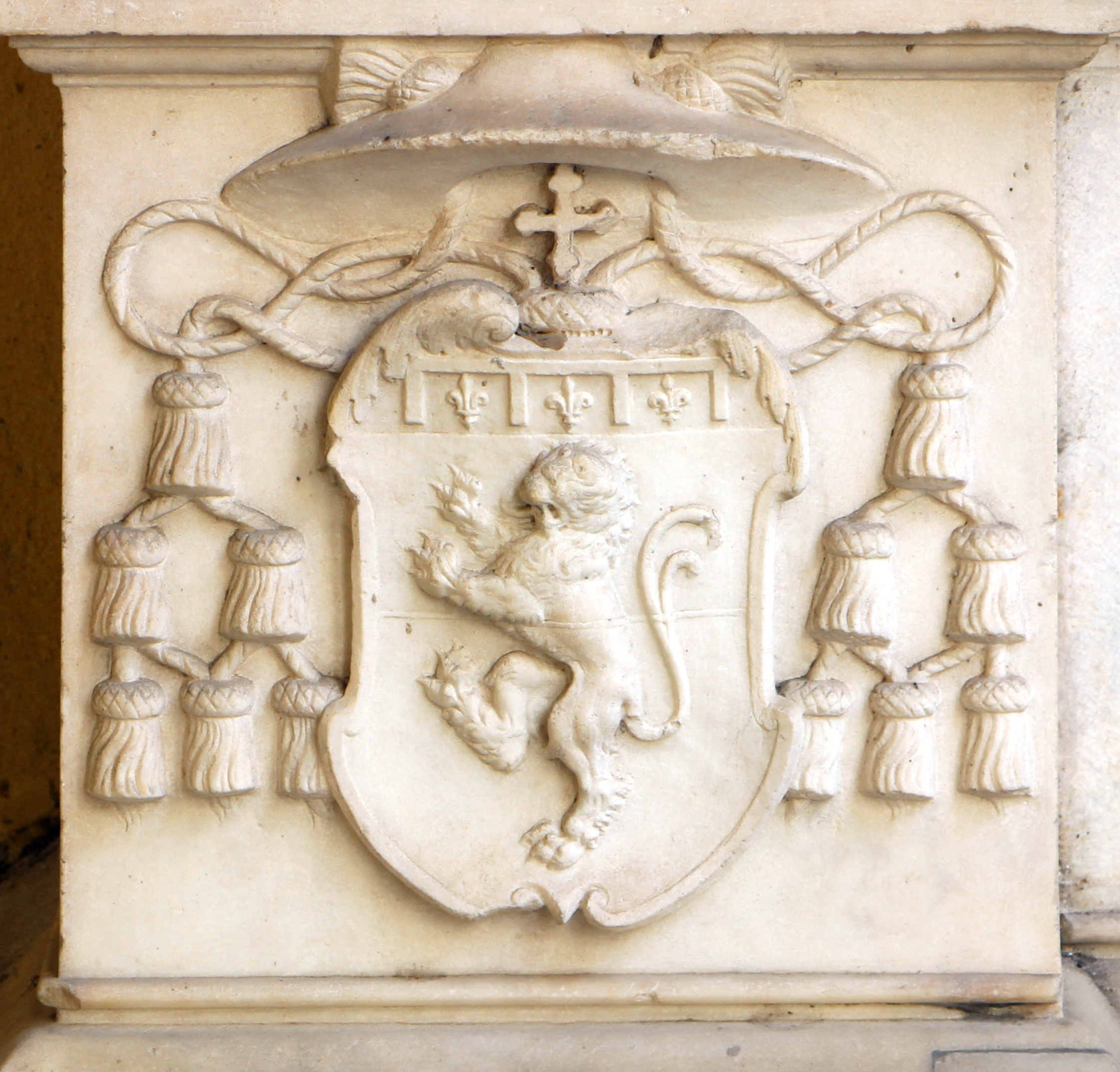
Stemma de' Rossi

Esistono vari stemmi de' Rossi, appartenenti a vari rami. Il più tipico, quello del periodo d'oro del XVI secolo, è di rosso, al leone d'argento (o d'oro) sotto il capo cucito d'Angiò.